# Älskade unge
Älskade unge är en svensk webb-TV-produktion som sändes i Aftonbladet TV mellan 2015 och 2017. I programserien diskuterar en mammapanel frågor som rör föräldraskap och barn under ledning av kläddesignern och mammabloggaren Kajsa Stina Romin. Romin möter även kända personer såsom Hannah Graaf Karyd, Kitty Jutbring, Zinat Pirzadeh, Anna Sahlin och Anna Brolin som berättar om sitt föräldraskap. I programmet medverkar även experter på barnhälsovård, barnpsykologi samt barnmorskor.

### Fotnoter
1. ↑  ”Älskade unge”. Aftonbladet. 28 februari 2015. http://tv.aftonbladet.se/abtv/programs/alskade-unge. Läst 14 juni 2015.